# Salaria fluviatilis
Salaria fluviatilis е вид бодлоперка от семейство Blenniidae. Видът не е застрашен от изчезване.

## Разпространение
Разпространен е в Албания, Алжир, Босна и Херцеговина, Гърция, Израел, Йордания, Испания, Италия, Ливан, Мароко, Португалия, Сирия, Сърбия, Турция, Франция, Хърватия, Черна гора и Швейцария.

## Описание
На дължина достигат до 15 cm.
Популацията на вида е стабилна.